# Lies My Teacher Told Me
Lies My Teacher Told Me: Everything Your American History Textbook Got Wrong is een boek dat de Amerikaanse historicus James Loewen in 1995 publiceerde. 
In dit boek onderzocht hij twaalf veelgebruikte leerboeken Amerikaanse geschiedenis, om tot de conclusie te komen dat deze feitelijk onjuiste, eurocentrische en gemythologiseerde beelden van de Amerikaanse geschiedenis bekrachtigen. Bovendien presenteerde hij zelf een aantal historische thema's die werden genegeerd in de traditionele tekstboeken. Op 1 april 2008 verscheen een nieuwe druk van het boek.